# Luis Pentrelli
Luis Pentrelli (Rio de la Plata, 17 marzo 1932 – 2017) è stato un calciatore argentino, di ruolo attaccante.

## Caratteristiche tecniche
Giocava come ala.
Soprannominato "il pettisso".
Quando si involava sulla fascia destra e si trovava dinanzi a un difensore, la folla in delirio gridava: "schiribicilu", a indicare di effettuare un dribbling.

## Carriera

### Club
Dopo aver giocato in patria con il Gimnasia La Plata arriva in Italia per giocare da titolare nell'Udinese. Esordisce il 9 settembre 1957 nella prima giornata di campionato Bologna-Udinese 2-2. Rimane alla società di Udine per le successive cinque stagioni: nelle prime due l'Udinese si salva guadagnando l'accesso alla Coppa Mitropa 1960. Nella coppa europea ottenne una vittoria ed una sconfitta contro l'Austria Vienna, partite valide per la classifica per Stati. Nella stagione 1960-1961 l'Udinese si salvò dalla retrocessione ottenendo l'accesso alla Coppa Mitropa: i friulani vincono il proprio girone comprendente Kladno, Wr. Neustädter, e LASK Linz ed accedono alle semifinali dove sono estromessi dai cecoslovacchi dello Slovan Nitra per 5-4. Nella stagione 1961-1962 l'Udinese retrocederà in Serie B.
Pentrelli passa alla Fiorentina giunta terza in campionato e che può accedere alla Coppa Mitropa: i toscani inclusi in un girone con Vasas, Vojvodina Novi Sad e Spartak Trnava arrivano secondi dietro il Vasas e vengono eliminati.
In campionato i viola giungono al sesto posto; Pentrelli realizzerà una marcatura in 11 incontri chiudendo la sua ultima stagione.